# اولگا ایوانووا (سیاستمدار)
اولگا ایوانووا (استونیایی: Olga Ivanova؛ زادهٔ ۱۵ اکتبر ۱۹۸۴) سیاستمدار و نماینده سابق مجلس اهل استونی است.